# Mario Galla

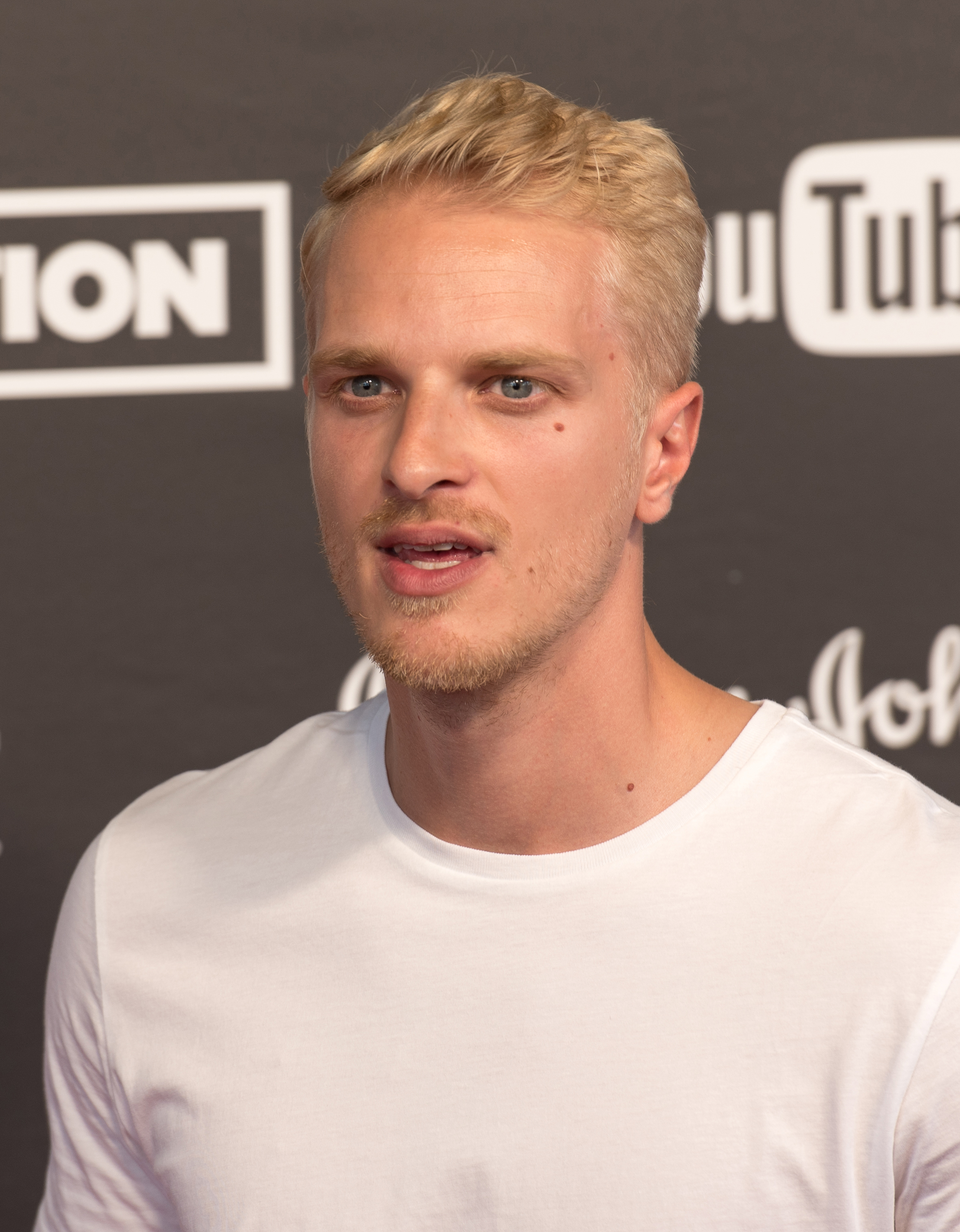
Mario Galla beim Global Citizen Festival in Hamburg (2017)

Mario Galla (* 2. Juli 1985 in Hamburg oder Rotenburg (Wümme)) ist ein deutsches Model.
Galla kam mit einem verkürzten rechten Oberschenkel zur Welt und trägt deshalb eine Beinprothese. Nach dem Abitur machte Galla eine Ausbildung als Kaufmann für Bürokommunikation beim NDR. 2007 wurde er in einem Hamburger Schnellimbiss entdeckt. Nach einem Casting hatte er zwei Monate später seinen ersten Job für Hugo Boss. 2010 war er während der Berliner Fashion Week bei der Show von Michael Michalsky in kurzen Hosen zu sehen, was für großes Aufsehen sorgte. Im September 2011 trat er für die Antipelzkampagne von Peta vor die Kamera. 2013 war er eines der Models für United Colors of Benetton. 2015 warb er gemeinsam mit Anna Julia Kapfelsperger in einem Videoclip mit dem Titel „The Berlin Job“ für den Peugeot 208. 2017 war Galla Kandidat bei Global Gladiators.
Galla studiert Medienwissenschaften an der Hochschule für Angewandte Wissenschaften Hamburg.